# ليبتوفسكي هرادوك
ليبتوفسكي هرادوك مدينة في شمال سلوفاكيا وتتبع أقليم جيلينا.

## وصلات خارجية
- الموقع الرسمي لمدينة ليبتوفسكي هرادوك